# Bogusław Żaloudik
Bogusław Zygmunt Żaloudik (ur. 23 stycznia 1955 w Czechowicach, zm. 14 lutego 2020 w Częstochowie) – polski siatkarz, medalista mistrzostw Polski, reprezentant Polski.

## Życiorys
Był synem Henryka i Walerii. W latach 1973–1975 występował w Jedności Michałkowice, w sezonie 1975/1976 w Górniku Siemianowice Śląskie, w latach 1976-1978 w Legii Warszawa, w latach 1978-1985 w Beskidzie Andrychów. Z Legią wywalczył w 1978 brązowy medal mistrzostw Polski.
W maju i czerwcu 1977 wystąpił w 12 spotkaniach towarzyskich reprezentacji Polski, podczas turniejów w Bratysławie, Sofii i Gdańsku.
Ukończył studia w Akademii Wychowania Fizycznego w Krakowie. Był nauczycielem, od 2015 p.o. dyrektora, od 2016 dyrektorem Zespołu Szkół w Izdebniku.